# شيرلي باترسون
شيرلي باترسون (بالإنجليزية: Shirley Patterson)‏ هي ممثلة كندية وأمريكية، ولدت في 26 ديسمبر 1922 في كندا، وتوفيت في 4 أبريل 1995 في الولايات المتحدة بسبب سرطان.

## أعمال

### أفلام
- (1943) باتمان

## وصلات خارجية
- شيرلي باترسون على موقع IMDb (الإنجليزية)
- شيرلي باترسون على موقع أول موفي (الإنجليزية)
- شيرلي باترسون على موقع قاعدة بيانات الفيلم (الإنجليزية)